# Gilberto Ribeiro Gonçalves
Gilberto Ribeiro Gonçalves (* 13. září 1980) je bývalý brazilský fotbalista.

## Reprezentace
Gil odehrál 4 reprezentační utkání. S brazilskou reprezentací se zúčastnil Zlatý pohár CONCACAF 2003.

## Statistiky
| Brazílie | Brazílie | Brazílie |
| Roky     | Záp.     | Góly     |
| -------- | -------- | -------- |
| 2003     | 4        | 1        |
| Celkem   | 4        | 1        |